# دردار هائل
دردار هائل (الاسم العلمي: Ulmus monumentalis) هو نوع نباتي يتبع جنس الدردار من فصيلة الدردارية.